# Max Roustan
Pour les articles homonymes, voir Roustan.
 (mars 2021).
Si vous disposez d'ouvrages ou d'articles de référence ou si vous connaissez des sites web de qualité traitant du thème abordé ici, merci de compléter l'article en donnant les références utiles à sa vérifiabilité et en les liant à la section « Notes et références ».
Max Roustan, né le 29 septembre 1944 à Saint-Julien-les-Rosiers (Gard), est un homme politique français. Député de la quatrième circonscription du Gard de 1993 à 1997 et de 2002 à 2012, il a été maire d'Alès de 1995 à 2025.

## Biographie

### Origines et formation
Max Roustan perd sa mère a l'âge de 2 ans reste avec son père mineur et est adopté et éduqué, avec ses deux frères, par sa tante et son oncle qui vivent aussi .

### Carrière professionnelle
Jusqu'en 1993, il est enseignant d'auto-école au lycée privé de La Salle, à Alès. Il est en même temps apiculteur.

### Parcours politique
En 1989, après diverses candidatures infructueuses, il sera élu troisième adjoint au maire d'Alès, dans le cadre d'une union avec la gauche non communiste, l'UDF, le RPR et quelques personnalités de la société civile.
Élu député du Gard en 1993, contre le maire d'Alès en exercice Alain Fabre (DVG), en battant au second tour le député sortant communiste et ancien maire d'Alès de 1985 à 1989, Gilbert Millet. Il crée l'une des plus grosses surprises nationales[réf. nécessaire] de ces élections. Son suppléant est le maire de Sainte-Anastasie, Claude Vian.
Mis au ban de la majorité municipale de l'époque, il prend son indépendance avec une partie du groupe majoritaire et annonce son intention de briguer en juin 1995 le fauteuil de maire d'Alès avec une liste apolitique décidée à en finir avec le marasme de l'après mine.
Le 18 juin 1995, il devient maire d'Alès au prix d'une triangulaire avec 37 % des voix et à peine 177 d'avance sur la liste de l'ancien communiste Gilbert Millet et 1207 voix d'avance sur celle du maire sortant Alain Fabre, ce qui fut un vrai séisme dans cette ville à fort passé ouvrier et minier gérée par la gauche et les communistes pendant des décennies.
En avril 1997, à la suite de la dissolution de l'Assemblée nationale par Jacques Chirac, il perd son siège de député au profit du maire PC de La Grand-Combe, Patrick Malavieille.
Aux élections régionales de 1998, il conduit la liste d'union de la droite, l'Union pour la Région, dans le Gard. Il est alors élu conseiller régional, vice-président de la Région.
En mars 2001, il est réélu maire d'Alès dès le premier tour avec un score de près de 60 %.
Il sera à nouveau réélu dès le premier tour en 2008 avec 54 % des suffrages.
Il retrouve son siège de député le 16 juin 2002, pour la XIIe législature (2002-2007), dans la quatrième circonscription du Gard, en même temps que Yvan Lachaud, Étienne Mourrut et Jean-Marc Roubaud dans le reste du Gard. Il fait partie du groupe UMP. Son suppléant est Bertrand Drouot, ancien maire UMP de Saint-Chaptes.
Candidat à sa réélection en 2007, pour la XIIIe législature (2007-2012) dans la 4e circonscription du Gard, il est réélu avec 53,15 % des suffrages.
Candidat investi par l'UMP aux élections sénatoriales dans le Gard en septembre 2008, il n'est pas élu (3 sièges étaient à pourvoir, il arrive 4e)
En 2012, il perd son siège de député de la 4e circonscription au second tour avec 47,90 % des voix contre 52,10 % des voix pour le candidat socialiste Fabrice Verdier.
Lors des élections municipales de 2014, il est réélu maire d'Alès dès le premier tour face à 4 candidats : Jean-Michel Suau (PC), Benjamin Mathéaud (PS), Nathalie Challier (FN) et Brahim Aber (SE) ; il qualifie son score de « chiffre extraordinaire ».
Lors des élections régionales de 2015 en Languedoc-Roussillon-Midi-Pyrénées, il est candidat en 19e position sur la liste conduite par Dominique Reynié.
Lors des élections sénatoriales de septembre 2017, Max Roustan est élu sénateur pour un mandat de six ans. Il démissionne cependant dès le 1er octobre 2017 pour privilégier son mandat local, en application de la loi du 14 février 2014 sur le non-cumul des mandats en France,. Pascale Bories, qui le suivait sur la liste, le remplace.
Lors des élections municipales 2020, il est réélu maire d'Alès dès le premier tour avec un score de 56,80 %, face à 6 autres listes. Il devient alors le seul maire d'Occitanie d'une commune de plus de 15 000 habitants à avoir été élu 4 fois d'affilée au premier tour et pour un 5e mandat en cours, le dernier affirme-t-il, préparant déjà l'avenir et sa succession avec son plus ancien collaborateur Christophe Rivenq, qui devient 1er adjoint à la ville d'Alès le 23 mai 2020 après la mise en place du Conseil municipal.
Dans la même ligne, il le propose à sa succession à la présidence d'Alès Agglomération, lui laissant alors son fauteuil le 15 juillet 2020, lors de l'installation du Conseil communautaire (88 voix sur 111) et devenant 1er vice-président.

### Vie privée
Marié à Monique Balcaen, ils ont ensemble une fille.

## Détail des mandats et fonctions
- 20 mars 1989 - 18 juin 1995 : adjoint au maire d'Alès (Gard)
- 2 avril 1993 - 21 avril 1997 et 16 juin 2002 - 19 juin 2012 : député de la quatrième circonscription du Gard
- Depuis le 19 juin 1995 : maire d'Alès
- 16 mars 1998 - 4 juillet 2002 : vice-président du Conseil régional de Languedoc-Roussillon
- Président de la Communauté d'agglomération du Grand Alès jusqu'au 15 juillet 2020
- 1er janvier 2013 - 15 juillet 2020 : président de la Communauté d'agglomération Alès Agglomération
- 2004-2020 : président du Pays Cévennes
- Vice-président de l'Association des maires du Gard[Quand ?]